# Studime historike
Studime historike (pol. Studia historyczne) – albańskie czasopismo historyczne, wydawane przez Institutit të Historisë të Akademisë së Shkencave të Shqipërisë (Instytut Historii Akademii Nauk Albanii). Periodyk ukazuje się od 1964 roku w Tiranie. Każdy artykuł publikowany w czasopiśmie zawiera streszczenie w języku angielskim lub francuskim.

## Historia
Poprzednikiem czasopisma „Studime historike” był wydawany w latach 1957–1954 „Buletin i Universitetit të Tiranës – seria shkencat shoqërore” (Biuletyn Uniwersytetu Tirańskiego – seria nauk społecznych). W 1964 ówczesny Instytut Historii i Językoznawstwa wydał pierwsze cztery numery czasopisma koncentrującego się wyłącznie na tematyce historycznej.
Po utworzeniu w 1972 Akademia e Shkencave (ASh, Akademia Nauk Albanii) dokonano reorganizacji istniejących dotąd instytutów naukowych. Z Instytutu Historii i Językoznawstwa wyłonił się Instytut Historii ASh, dla którego Studime historike stało się podstawowym periodykiem, publikującym efekty badań.
Po 1991 roku zmniejszyła się liczba współpracowników czasopisma, a ono samo przestało być kwartalnikiem. W latach 1991–1994 czasopismo się nie ukazywało. Jego wydawanie wznowiono w 1994, od tego czasu ukazywało się zazwyczaj z częstotliwością 1–2 numerów rocznie. Po krótkiej przerwie w 2012 wznowiono wydawanie pisma, z częstotliwością 2 numerów rocznie.

## Tematyka
Większość tekstów publikowanych w czasopiśmie jest poświęconych historii Albanii od starożytności po upadek komunizmu, a także szeroko pojętej tematyce bałkańskiej. Każdy tom zawiera recenzje, a także omówienia tekstów źródłowych.

## Redaktorzy naczelni
- 1964–1991: Stefanaq Pollo
- 1994–1996: Kasem Biçoku
- 1997–2005: Ana Lalaj
- 2005–2007: Marenglen Verli
- 2008–2021: Beqir Meta
- od 2022:   Afrim Krasniqi